# Neonazismo

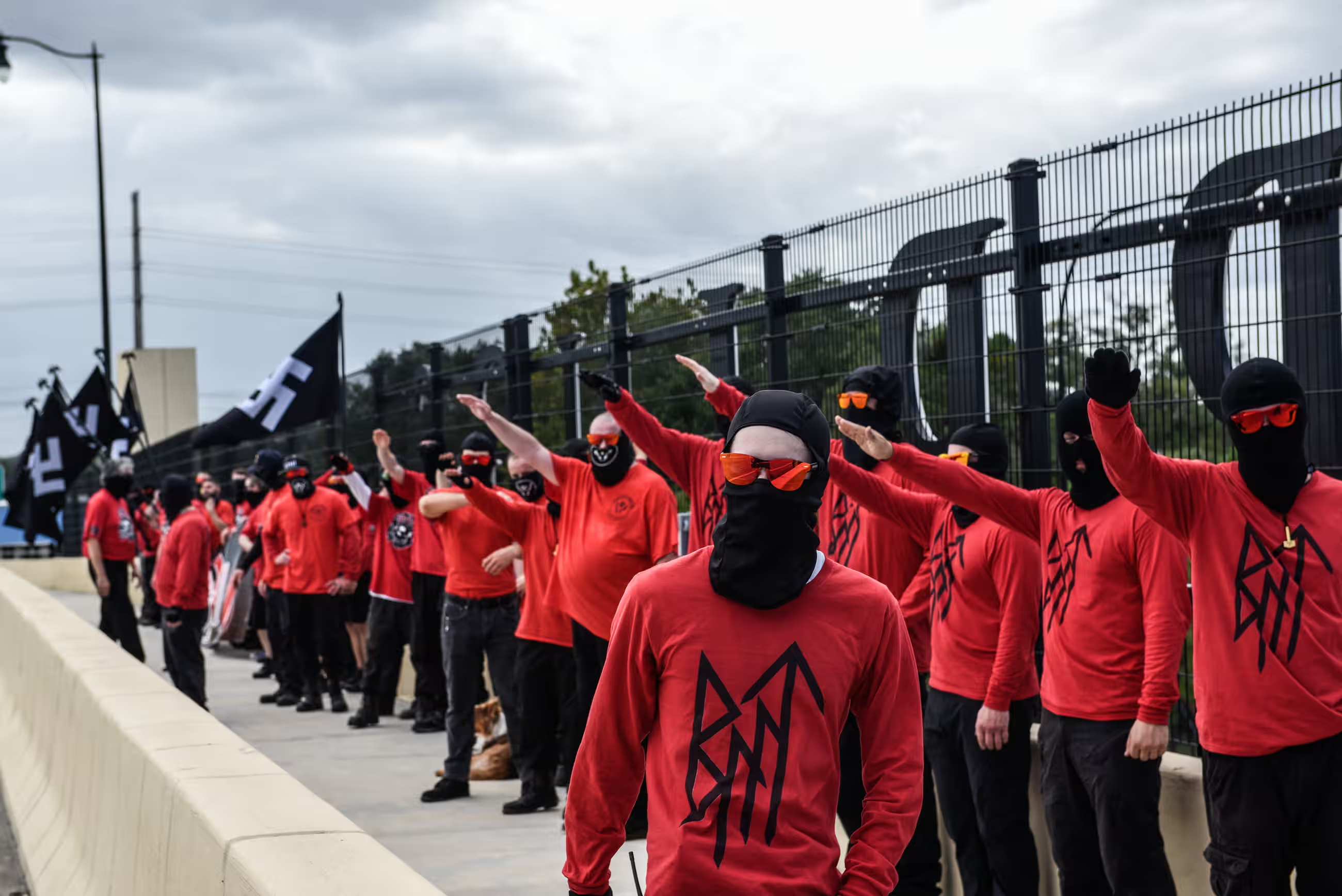
Un grupo neonazi (llamado Blood Tribe) en Florida, Estados Unidos.

El neonazismo —abreviatura de neonacionalsocialismo— consiste en movimientos sociales o políticos de extrema derecha posteriores a la Segunda Guerra Mundial que buscan revivir e implementar la ideología del nazismo. Los neonazis buscan emplear su ideología para promover el hostigamiento, la opresión, el odio, la discriminación y la violencia contra las minorías, y también entre sus objetivos comunes está crear un estado fascista. Es un fenómeno global, con representación organizada en muchos países y redes internacionales. 
Toma prestados elementos de la doctrina nazi, incluyendo el ultranacionalismo, el ultraconservadurismo, el nacionalismo étnico, el racismo, la xenofobia, el antieslavismo, el capacitismo, la homofobia, la transfobia, el antiziganismo, la islamofobia, el antisemitismo, el anticomunismo y el antifeminismo, fundamentando y buscando de manera hipotética, el inicio del Cuarto Reich. La negación del Holocausto es una característica común, como lo es la incorporación de los símbolos nazis, la supremacía blanca y la admiración hacia Adolf Hitler.
En algunos países europeos y americanos, las leyes prohíben la expresión de opiniones pronazis, racistas, antisemitas u homófobas. Muchos símbolos relacionados con los nazis están prohibidos en los países europeos (especialmente en Alemania) en un esfuerzo por reducir el neonazismo.

## Raíces históricas
Los movimientos surgidos toman disposiciones de antes de la derrota definitiva del Tercer Reich, cuando el objetivo era salvaguardar importantes sumas de dinero con la intención de proteger los intereses económicos de algunos jerarcas nazis, de esa manera estos tendrían la oportunidad de reorganizar el Movimiento. Después de la guerra y con la derrota alemana, la tarea de evacuación de jerarcas nazis se canalizó fundamentalmente a través de dos organizaciones secretas: ODESSA y Die Spinne (‘la araña’ en alemán).
El exoficial de las SS y exdirigente de las Juventudes Hitlerianas fue quien se cree que animó el neonazismo a nivel internacional Karl Heinz Priester. Desde la década de 1950 se constatan intentos de internacionalizar los diversos grupos neonazis, como la malograda reunión de Wiesbaden, organizada por Priester, donde se intentó que aproximadamente 800 organizaciones, provenientes de los cinco continentes, sentaran las bases de una organización a escala mundial.
Tras la muerte de Priester, y posterior confiscación de sus archivos por la polícia, se comprobó que distintas organizaciones venían trabajando desde hacía tiempo en la planificación de una "internacional parda, racista y antisemita", siendo sus frutos organizaciones como el Movimiento Social Europeo (también llamado la Internacional de Malmoe), fundado por el mismo Priester junto al francés Maurice Bardèches, el inglés Mosley, el italiano Marsanich y el sueco Per Engdhal, convirtiéndose en uno de los primeros intentos de internacionalizar el neofascismo.

### Alemania y Austria
Tras la derrota de la Alemania nazi, la ideología política del partido gobernante, el nacionalsocialismo, estaba en completo desorden. El líder final del Partido Nacionalsocialista Obrero Alemán (NSDAP por sus siglas en alemán) fue Martin Bormann quien murió el 2 de mayo de 1945 durante la batalla de Berlín, pero la Unión Soviética no reveló su muerte al resto del mundo, y su destino final siguió siendo un misterio durante muchos años. Surgieron teorías de conspiración sobre el propio Hitler, que había sobrevivido en secreto a la guerra y había huido a América del Sur o a cualquier otro lugar.
El Consejo de Control Aliado disolvió oficialmente el NSDAP el 10 de octubre de 1945, marcando el final del «nacionalsocialismo antiguo». Se inició un proceso de desnazificación y se llevaron a cabo los juicios de Núremberg, donde muchos dirigentes e ideólogos fueron condenados a muerte en octubre de 1946, otros se suicidaron.
Tanto en el este como en el oeste, los exmiembros del partido y los veteranos militares sobrevivientes se asimilaron a la nueva realidad y no tenían ningún interés en construir un "neonazismo". Sin embargo, durante las elecciones de 1949, varios defensores nacionalsocialistas como Fritz Rössler se habían infiltrado en el conservador Deutsche Rechtspartei, que tenía 5 miembros elegidos. Rössler y otros se fueron para fundar el más radical Partido Socialista del Reich bajo el mando de Otto Ernst Remer. En el inicio de la Guerra Fría, el SRP favoreció a la Unión Soviética sobre los Estados Unidos.
En Austria se había restablecido la independencia nacional, y el Verbotsgesetz criminalizó explícitamente el NSDAP y cualquier intento de restauración. Alemania Occidental adoptó una ley similar para atacar a los partidos que definió como anticonstitucional; Artículo 21 Párrafo 2 de la Ley Fundamental, que prohíbe al Partido Socialista del Reich en 1952 por oponerse a la democracia liberal.
Con el inicio de la Guerra Fría, las fuerzas aliadas habían perdido interés en procesar a alguien como parte de la desnazificación. A mediados de la década de 1950, este nuevo entorno político permitió a Otto Strasser, un activista de la NS a la izquierda del NSDAP, que había fundado el Frente Negro, regresar del exilio. En 1956, Strasser fundó la Unión Social Alemana como un sucesor del Frente Negro, promoviendo una política "nacionalista y socialista", que se disolvió en 1962 debido a la falta de apoyo. Otros grupos asociados del Tercer Reich fueron HIAG y Stille Hilfe dedicados a promover los intereses de los veteranos de Waffen-SS y rehabilitarlos en la nueva sociedad democrática. Sin embargo, no afirmaron estar intentando restaurar el nacionalsocialismo, sino que trabajaban con los socialdemócratas y los demócratas cristianos.

## Simbología

Cruz celta utilizada por los movimientos neonazis, entre otros símbolos y códigos en la iconografía neonazi, que exalta la creencia de superioridad de la raza blanca sobre las demás.

Estos grupos suelen utilizar símbolos como la esvástica, la cruz celta, las runas y simbología de los afrikáneres, del Ku Klux Klan o de las SS. Es habitual la utilización de códigos, como por ejemplo el número 88, simbolizando la consigna Heil Hitler! al ser la hache la octava letra del alfabeto. O el código 18NS, —Adolf Hitler NationalSozialistisch— las 14 palabras —una alusión a la propaganda del supremacista blanco David Lane: debemos asegurar la existencia de nuestra raza y un futuro para nuestros niños blancos—, 14/88 o W.O.T.A.N. —en inglés: Will Of The Aryan Nation, traducido como La Voluntad de la Nación Aria; que también hace referencia al dios escandinavo del mismo nombre—.

## África

### Sudáfrica
Varios grupos en Sudáfrica, como el Movimiento de Resistencia Afrikáner (Afrikaner Weerstandsbeweging) y Movimiento de Liberación Blanco (Blanke Bevrydingsbeweging), a menudo se han descrito como neonazis. Eugène Terre'Blanche fue un prominente líder ultraderechista sudafricano que fue asesinado en 2010.

## Asia
Diversos reportajes han descubierto que en ciertas naciones como India (en especial entre los nacionalistas hindúes), Irán y Pakistán (en parte influenciados por el tradicional antisionismo y hostilidad a Israel) existe una imagen positiva del nacionalsocialismo y de la figura de Hitler, y se popularizó la lectura de Mein Kampf. En el caso de Irán el principal partido neonazi lleva por nombre SUMKA, acrónimo de Partido Nacional Socialista de los Trabajadores de Irán.

### Indonesia
La propaganda de Adolf Hitler que abogaba por la hegemonía de la «Gran Alemania» inspiró ideas similares de Indonesia Mulia («estimada Indonesia») e Indonesia Raya («gran Indonesia») en la antigua colonia neerlandesa. El primer partido fascista fue el Partai Fasis Indonesia. Sukarno admiró el Tercer Reich de Hitler y su visión de felicidad para todos: "Es en el Tercer Reich que los alemanes verán a Alemania en el vértice sobre otras naciones de este mundo", dijo en 1963. Afirmó que Hitler era "extraordinariamente inteligente" al "describir sus ideales": habló sobre las habilidades retóricas de Hitler, pero negó cualquier asociación con el nazismo como una ideología, diciendo que el nacionalismo indonesio no era tan estrecho como el nacionalismo nazi.

### Israel
Un caso notable de actividad neonazi fue el de la Patrulla 36, una célula en Petah Tikva compuesta por ocho inmigrantes adolescentes de la antigua Unión Soviética que habían estado atacando a trabajadores extranjeros y homosexuales, y destrozando sinagogas con imágenes nazis. Según se informó, estos neonazis habían operado en ciudades de todo Israel y se los había descrito como influidos por el auge del neonazismo en Europa; principalmente influidos por movimientos similares en Rusia y Ucrania, como el aumento del fenómeno se atribuye ampliamente a los inmigrantes de esos dos estados, las mayores fuentes de emigración a Israel. La mayoría de participantes de origen ruso y ucraniano tenían al menos un ancestro judío lo que les permitía acceder a la nacionalidad israelí según la ley. Los arrestos ampliamente publicitados han llevado a un llamado a reformar la Ley de Retorno para permitir la revocación de la ciudadanía israelí y la posterior deportación de neonazis.

### Japón
En 1982 se funda el Partido Nacionalsocialista Obrero Japonés como parte de los múltiples movimientos callejeros juveniles de extrema derecha conocidos genéricamente como Uyoku dantai. El grupo además de antisemita y hostil a los trabajadores extranjeros, sigue el turanismo ideológico, es hostil a China y niega los crímenes japoneses durante la Segunda Guerra Mundial.

### Mongolia

Bandera usada por el Tsagaan Khas.

Desde 2008, los grupos neonazis mongoles han destruido edificios en Ulán Bator, han destrozado los escaparates de los comerciantes chinos y han matado a inmigrantes chinos. Los objetivos de violencia de los mongoles neonazis son chinos, coreanos, mujeres mongoles que tienen relaciones sexuales con hombres chinos y personas LGBT. Visten uniformes nazis y veneran al Imperio mongol y a Genghis Khan.

### Taiwán
La Asociación Nacionalsocialista es una organización política neonazi fundada en Taiwán en septiembre de 2006 por Hsu Na-chi (chino: that 琦), en esa época una graduada de ciencias políticas de la Universidad de Soochow de 22 años. La NSA tiene un objetivo explícito de obtener el poder para gobernar el estado. El Centro Simon Wiesenthal condenó a la Asociación Nacionalsocialista el 13 de marzo de 2007 por defender al exdictador nazi y culpar a la democracia por la agitación social en Taiwán.

## Europa

### Alemania

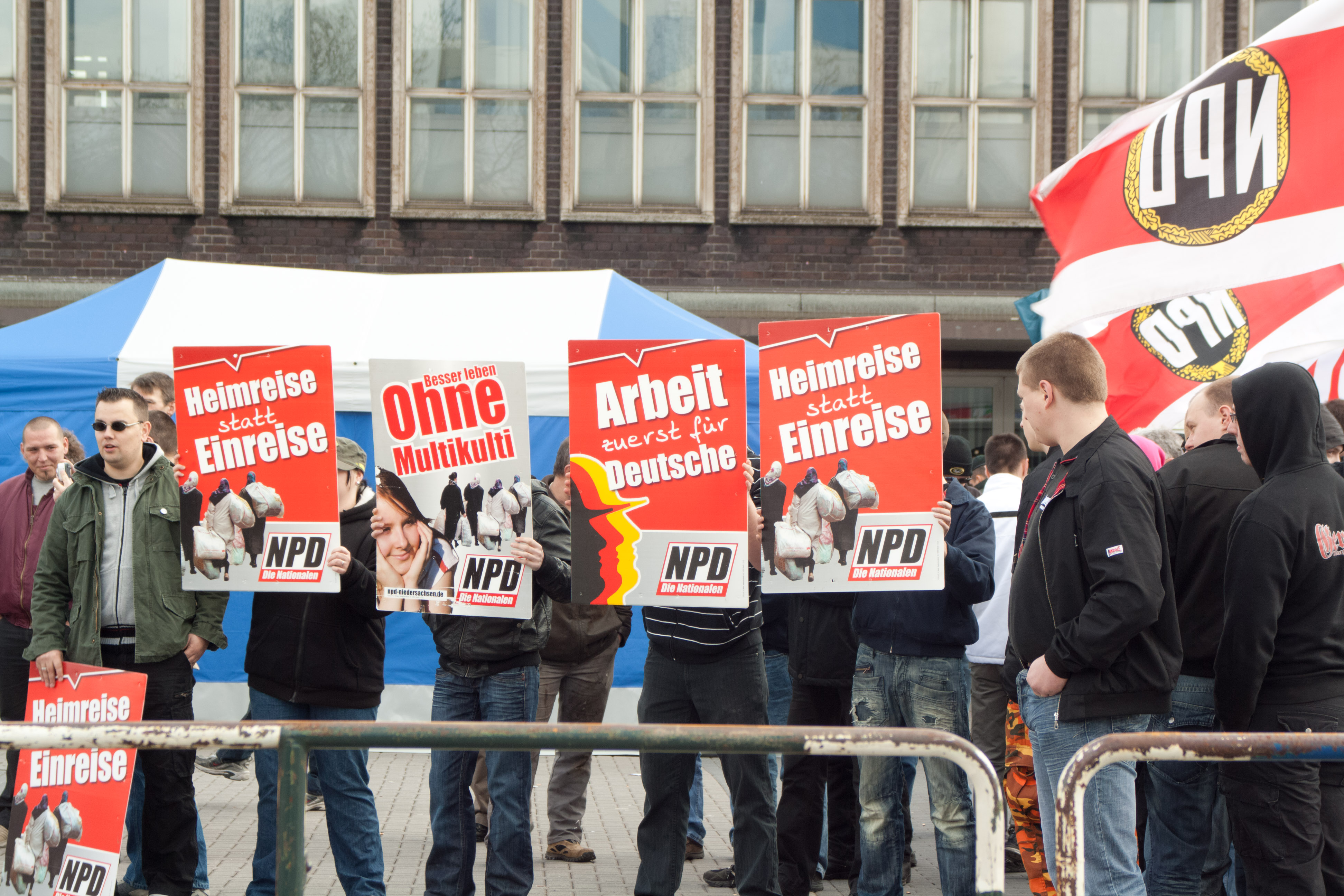
Manifestación del NPD en Duisburgo, Alemania, marzo de 2007

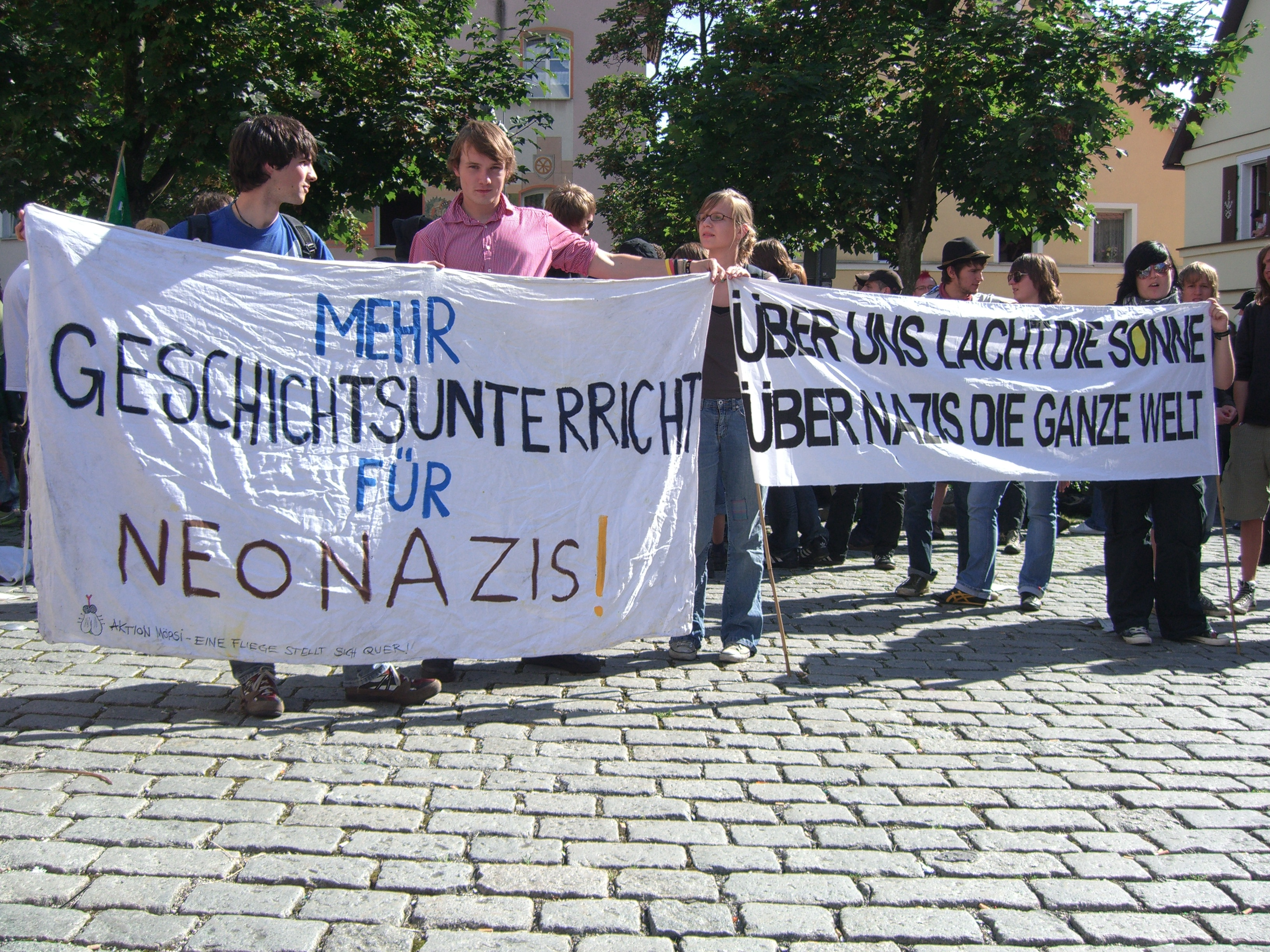
Manifestación antinazi en Gräfenberg, Baviera, Alemania, agosto de 2007

En Alemania existen diversos partidos y movimientos políticos neonazis de poco impacto público que continúan divulgando la ideología de la supremacía racial de la raza aria o blanca. El más conocido de todos es el Partido Nacional-Democrático de Alemania, (NPD-Nationaldemokratische Partei Deutschlands) fundado en 1964. 
Tras el fracaso del Partido Nacional Demócrata de Alemania de entrar en el parlamento en la elección de 1969, pequeños grupos comprometidos con el resurgimiento de la ideología nazi comenzaron a surgir en Alemania. El NPD se dividió después de la elección que dio lugar al paramilitar Wehrsportgruppe. Estos grupos intentaron organizarse bajo una organización paraguas nacional llamada Frente de Acción de los Nacionalsocialistas/Activistas Nacionales. Los movimientos neonazis en la Alemania del Este nacieron de rebelión contra el régimen comunista; la prohibición de los símbolos nazis creó un terreno fértil para el neonazismo, y luego en su infancia, para desarrollarse como un movimiento juvenil antiautoritario. Bandas como Skrewdriver sirvieron como herramientas para el reclutamiento de extrema derecha; Redes de pedidos por correo desarrolladas para enviar casetes de música y productos de temática nazi a Alemania.
Los turcos en Alemania han sido víctimas de la violencia neonazi en varias ocasiones. En 1992, dos niñas, de 10 y 14 años de edad, fueron asesinadas en el ataque incendiario de Mölln junto con su abuela; Otros 9 resultaron heridos. En 1993, 5 turcos murieron en el ataque incendiario de Solingen. En respuesta al fuego, los jóvenes turcos en Solingen se amotinaron con el cántico «¡Fuera los nazis!» y «Queremos sangre nazi». En otras partes de Alemania, la policía tuvo que intervenir para proteger a los skinheads o cabezarrapadas del asalto. Los disturbios de Hoyerswerda y los disturbios de Rostock-Lichtenhagen dirigidos a los migrantes y las minorías étnicas que viven en Alemania también tuvieron lugar durante la década de 1990.
Entre el 2000 y el 2007, ocho inmigrantes turcos, una policía griega y una alemana fueron asesinados por el grupo terrorista Clandestinidad Nacionalsocialista. La CNS tiene sus raíces en la antigua ciudad de Turingia, en el este de Alemania, que The Guardian identificó como "uno de los epicentros de la derecha radical de Alemania".
La policía solo pudo localizar a los asesinos cuando fueron informados tras un robo a un banco fallido en Eisenach. Cuando la policía se acercó a ellos, los dos hombres se suicidaron. Habían evitado la captura durante 13 años. Beate Zschäpe, que había estado viviendo con los dos hombres en Zwickau, se entregó a las autoridades tudescas unos días después. El juicio de Zschäpe comenzó en mayo de 2013; Ella fue acusada de nueve cargos de asesinato. Ella se declaró «no culpable». Según The Guardian, la CNS puede haber disfrutado de la protección y el apoyo de ciertos "elementos del estado". Anders Breivik, un fanático de Zschäpe, supuestamente le envió una carta a prisión en 2012.
Según el informe anual del servicio de inteligencia interior de Alemania (Verfassungsschutz) para 2012, en ese momento había 26 000 extremistas de derecha viviendo en Alemania, incluidos 6000 neonazis. Las organizaciones neonazis no están prohibidas en Alemania, aunque la negación del Holocausto es un delito, según el Código Penal alemán.
De acuerdo al balance del Ministerio del Interior alemán, durante el año 2006 los neonazis cometieron 12 238 delitos en el país, entre ellos 726 atentados violentos y 8738 acciones propagandísticas.
Muchos representantes de partidos políticos demócratas y entidades de la sociedad civil han demandado desde 2004 que se declare ilegal al NPD y que se prohíban sus manifestaciones públicas. La exhibición de símbolos nazis (como esvástica y las runas de las SS) está totalmente prohibida en todo el territorio alemán.
El NPD entre 2004 y 2014 contó con representantes parlamentarios en el Parlamento Regional Sajón, y desde 2006 hasta 2016 en el Parlamento Regional de Mecklemburgo-Pomerania Occidental. En su programa de gobierno argumentan que "el fundamento de la sociedad alemana es la familia alemana, que Alemania tiene que volver a ser de los alemanes, que un pueblo sin pasado no tiene ningún futuro, que hay que reforzar los poderes de la Policía, que el servicio militar es un gran honor, y que Alemania es mucho más grande que el territorio que actualmente abarca". (En referencia a los territorios perdidos después de la Segunda Guerra Mundial como el corredor de Danzig).
El NPD realiza constantemente manifestaciones públicas, entre otras cosas, demandando que se revise el Proceso de Núremberg,[cita requerida] donde los países aliados vencieron a Alemania al final de la Segunda Guerra Mundial y condenaron a algunos de los líderes nazis responsables del Holocausto. Los partidos y grupos neonazis continúan manteniendo una política de rechazo a los extranjeros, principalmente a aquellos que no son considerados por ellos como de raza blanca, y demandando su expulsión de tierras tudescas. Muchas veces cometen graves atentados contra personas así consideradas, especialmente en el territorio de la antigua República Democrática Alemana.

### Austria
En Austria, el Partido de la Libertad de Austria (FPÖ) sirvió de refugio para los ex nazis casi desde su inicio. En 1980, los escándalos socavaron a los dos principales partidos de Austria y la economía se estancó. Jörg Haider se convirtió en líder del FPÖ y ofreció una justificación parcial para el nacionalsocialismo, calificando su política de empleo como efectiva. En las elecciones austriacas de 1994, el FPÖ ganó el 22 por ciento de los votos, así como el 33 por ciento de los votos en Carintia y el 22 por ciento en Viena; demostrando que se había convertido en una fuerza capaz de revertir el viejo patrón de la política austriaca.
El historiador Walter Laqueur escribe que a pesar de que Haider dio la bienvenida a los ex nazis en sus reuniones y se dirigió a los veteranos de Schutzstaffel (SS), el FPÖ no es un partido fascista en el sentido tradicional, ya que no ha hecho del anticomunismo una temática importante, y no aboga por el derrocamiento del orden democrático o el uso de la violencia. En su opinión, el FPÖ no es "bastante fascista", aunque es parte de una tradición, similar a la del alcalde vienés Karl Lueger, del siglo XIX, que involucra el nacionalismo, el populismo xenófobo y el autoritarismo. Haider, quien en 2005 dejó el Partido de la Libertad y formó la Alianza por el Futuro de Austria, murió en un accidente de tráfico en octubre de 2008.
Barbara Rosenkranz, candidata del Partido de la Libertad para las elecciones presidenciales austriacas de 2010, es controvertida por haber hecho declaraciones supuestamente pro nazis. Rosenkranz está casada con Horst Rosenkranz, un miembro clave de un partido neonazi prohibido, conocido por publicar libros de extrema derecha. Rosenkranz dice que no puede detectar nada "deshonroso" en las actividades de su esposo.

### Bélgica
Una organización neonazi belga, Bloed, Bodem, Eer en Trouw (Sangre, Suelo, Honor y Lealtad), fue creada en 2004 después de separarse de la red internacional Blood & Honour. El grupo se destacó públicamente en septiembre de 2006, luego de que 17 miembros (incluidos 11 soldados) fueron arrestados bajo las leyes antiterroristas de diciembre de 2003 y las leyes contra el racismo, el antisemitismo y censura. Según la ministra de Justicia, Laurette Onkelinx y el ministro del Interior, Patrick Dewael, los sospechosos (11 de los cuales eran miembros del ejército) se estaban preparando para lanzar ataques terroristas con el fin de "desestabilizar" Bélgica., Según el periodista Manuel Abramowicz los extremistas de la derecha radical siempre han tenido como objetivo "infiltrarse en los mecanismos estatales", incluido el ejército en los años 70 y 80, a través de grupos Westland New Post y Front du la Jeunesse.
Una operación policial, que movilizó a 150 agentes, registró cinco cuarteles militares (en Leopoldsburg, cerca de la frontera neerlandesa y Zedelgem), así como 18 direcciones privadas en Flandes. Encontraron armas, municiones, explosivos y una bomba casera lo suficientemente grande como para hacer "explotar un auto". El principal sospechoso estaba organizando el tráfico de armas y estaba desarrollando vínculos internacionales, en particular con el movimiento de extrema derecha neerlandés De Nationale Alliantie.

### Bosnia y Herzegovina
La organización nacionalista blanca neonazi Bosanski Pokret Nacionalnog Ponosa (Movimiento de Orgullo Nacional de Bosnia) se fundó en Bosnia y Herzegovina en julio de 2009. Su modelo es la División Wachen-SS Handschar, que estaba compuesta por voluntarios bosnios musulmanes. Proclamó que sus principales enemigos eran "judíos, romaníes, chetniks serbios, separatistas croatas, comunistas, homosexuales y negros". Su ideología es una mezcla de nacionalismo bosnio, nacionalsocialismo y nacionalismo blanco. Aseguran: "Las ideologías que no son bienvenidas en Bosnia son: sionismo, islamismo, comunismo, capitalismo. La única ideología que nos conviene es el nacionalismo bosnio porque garantiza la prosperidad nacional y la justicia social ... " El grupo está liderado por una persona apodada Sauberzwig, en honor al comandante de la 13.ª SS Handschar. El área de operaciones más fuerte del grupo es en la zona de Tuzla.

### Chequia
El gobierno de República Checa castiga estrictamente el neonazismo ( checo:  Neonacismus ). Según un informe del Ministerio del Interior de la República Checa, los neonazis cometieron más de 211 delitos en 2013. La República Checa tiene varios grupos neonazis. Uno de ellos es el grupo Wotan Jugend, con sede en Alemania.

### Croacia
Los neonazis en Croacia basan su ideología en los escritos de Ante Pavelić y la Ustaše, un movimiento separatista fascista anti-yugoslavo. El régimen Ustaše cometió un genocidio contra serbios, judíos y romaníes. Al final de la Segunda Guerra Mundial, muchos miembros de Ustaše huyeron a Occidente, donde encontraron refugio y continuaron sus actividades políticas y terroristas (que fueron toleradas debido a las hostilidades de la Guerra Fría).
En 2003, se modificó el código penal croata con disposiciones que prohíben la exhibición pública de los símbolos nazis, la propagación de la ideología nazi, el revisionismo histórico y la negación del holocausto, pero las enmiendas se anularon en 2004 ya que no fueron promulgadas de acuerdo con un procedimiento establecido por la Constitución. Sin embargo, desde 2006 el código penal croata prohíbe explícitamente cualquier tipo de delito de odio por raza, color, género, orientación sexual, religión u origen nacional.
Ha habido casos de discurso de odio en Croacia, como el uso de la frase Srbe na vrbe! ("(¡Cuelga) serbios en los sauces!"). En 2004, una iglesia ortodoxa fue pintada con rociador con grafiti pro-Ustaše. Durante algunas protestas en Croacia, los simpatizantes de Ante Gotovina y otros sospechosos de criminales de guerra (todos absueltos en 2012) llevaron símbolos y fotos nacionalistas de Pavelić. El 17 de mayo de 2007, 60.000 personas asistieron a un concierto en Zagreb de Thompson, una popular cantante croata, algunos de ellos con uniformes de Ustaše. Algunos saludaron a Ustaše y gritaron el eslogan de Ustaše "Za dom spremni" (¡Para la patria, lista!). Este evento llevó al Centro Simon Wiesenthal a emitir públicamente una protesta al presidente croata. Se registraron casos de exhibir recuerdos de Ustashe en la conmemoración de las repatriaciones de Bleiburg que se celebran anualmente en Bleiburg, Austria.

### Grecia

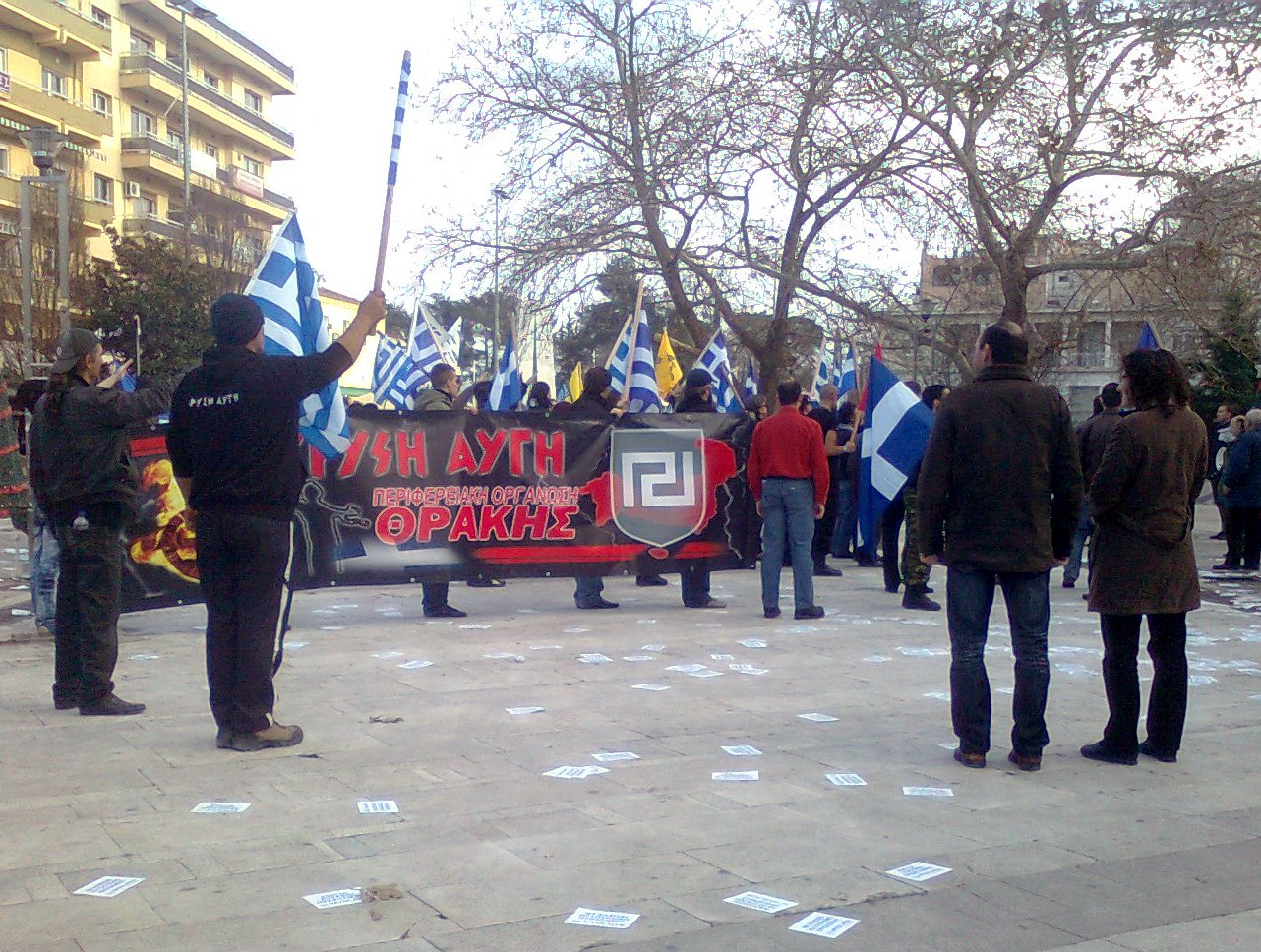
Manifestación de Amanecer Dorado en Komotini, Grecia, diciembre de 2010

El partido político de extrema derecha Amanecer Dorado (Χρυσή Αυγή - Chrysi Avyi) dirigido por el matemático y paracaidista Nikolaos Michaloliakos es generalmente reconocido como neonazi, aunque el grupo rechaza esta etiqueta. Algunos miembros de Amanecer Dorado participaron en la guerra de Bosnia en la Guardia Voluntaria Griega (GVG) y estuvieron presentes en Srebrenica durante la masacre de Srebrenica. El partido tiene sus raíces en el régimen de Papadopoulos.
A menudo hay colaboración entre el estado y los elementos neonazis en Grecia. En 2018, durante el juicio de sesenta y nueve miembros del partido Amanecer Dorado, se presentaron pruebas de los estrechos vínculos entre el partido y la policía helénica.
Amanecer Dorado se ha pronunciado a favor del régimen de Assad en Siria, y ha afirmado haber enviado mercenarios a Siria para luchar junto al régimen sirio, mencionando específicamente su participación en la batalla de al-Qusayr. En la elección legislativa del 6 de mayo de 2012, Amanecer Dorado recibió el 6,97% de los votos, entrando al parlamento griego por primera vez con 21 representantes, pero cuando los partidos electos no pudieron formar un gobierno de coalición, se celebró una segunda elección en junio de 2012. Amanecer Dorado recibió el 6,92% de los votos en las elecciones de junio y entró en el parlamento griego con 18 representantes.
Desde 2008, la violencia neonazi en Grecia ha atacado a inmigrantes, izquierdistas y activistas anarquistas. En 2009, ciertos grupos de extrema derecha anunciaron que Agios Panteleimonas en Atenas estaba fuera del alcance de los inmigrantes. Las patrullas neonazis afiliadas al partido Amanecer Dorado comenzaron a atacar a los migrantes en este vecindario. La violencia continuó aumentando hasta 2010. En 2013, después del asesinato del rapero antifascista Pavlos Fyssas, el número de delitos de odio en Grecia disminuyó durante varios años hasta 2017. Muchos de los delitos en 2017 se han atribuido a otros grupos como la organización Crypteia y Combat 18 Hellas. Debido al impacto mediático del juicio entre otras cosas, y la aparición del partido ultraderechista moderado Solución Griega, Amanecer Dorado perdió toda su representación parlamentaria en las elecciones de 2019.

### Eslovaquia
Marian Kotleba, político neonazi y actual líder del Partido Popular Nuestra Eslovaquia, ganó las elecciones en la región central de Banska Bystrica, la cual consta de 650 000 habitantes, con un 55,5 % de los votos.
Kotleba, siempre mostró su ideología ultraderechista. Durante su presidencia del Partido de Unidad Nacional Eslovaco, manifestó su apoyo abiertamente al régimen nazi de Eslovaquia adulando al gobierno eslovaco aliado con la Alemania nazi durante la Segunda Guerra Mundial. Manifestó su intolerancia para con la minoría gitana organizando manifestaciones. Años anteriores fue detenido por incitación al odio y racismo.

### España
Según un estudio del diario ABC, las personas de raza negra son las que más han sufrido ataques por parte de los grupos neonazis, seguido de magrebíes y latinoamericanos.[cita requerida] También han causado muertes en el colectivo antifascista, como el asesinato del madrileño de dieciséis años Carlos Palomino el 11 de noviembre de 2007, apuñalado con una navaja por un militar en la Estación de Legazpi (Madrid).
Aun por el fuerte sentimiento nacionalcatólico,[cita requerida] estos grupos suelen llegar a aceptar a personas de otros países siempre que sean considerados de piel blanca, que hablen castellano y que posean una cultura similar a la cultura española.[cita requerida]
Han existido otras organizaciones "culturales" neonazis como Círculo Español de Amigos de Europa (CEDADE) y el Círculo de Estudios Indoeuropeos (CEI).
Hasta la irrupción de Vox en 2018, la ultraderecha en España había tenido un escaso apoyo electoral, siendo la presencia de estos grupos del 0,36 % (si se excluye al partido Plataforma per Catalunya (PxC) con 66 007 votos, el 0,39 %), según los datos de votos de las europeas de 2014. El primer partido de extrema derecha FE de las JONS obtiene el 0,13 % de los votos (21 577 votos), después de duplicar sus resultados tras la crisis; a este le sigue La España en Marcha (LEM) con el 0,1 % de los votos; Democracia Nacional (DN), con el 0,08 %; y Movimiento Social Republicano (MSR), con el 0,05 % de los votos.

### Estonia
En el 2006, Roman Ilin, director de teatro judío de San Petersburgo, Rusia, fue atacado por neonazis en un túnel cuando volvía de un ensayo. Ilin acusó a la policía de Estonia por su indiferencia.
En el 2007, un estudiante de piel de color fue atacado en Tartu. Aunque el líder de la asociación de estudiantes extranjeros aclamó que el ataque tuvo características de una ola de violencia neonazi, la policía sostuvo que hubo pocos casos de ataques a estudiantes extranjeros en los últimos años.
En el 2008 el Consejo de Derechos Humanos de las Naciones Unidas, señaló que grupos neonazis son activos en Estonia, en especial en Tartu, y que ha generado actos violentos en contra de las minorías no europeas.

### Francia
Aunque las organizaciones neonazis están fuera de la ley, siguen existiendo actualmente. Tienen lugar partidos ultraderechistas tales como Bloc Identitaire, creado por miembros del grupo cristiano Unité Radicale, cuya ideología asimilaba a la de la Nacional Bolchevita. Unite Radicale se disolvió en el 2002, luego que Maxime Brunerie, integrante del grupo, intentó asesinar al presidente de ese entonces Jacques Chirac el 22 de julio de 2002.
Entre los años 1991-1997, Christian Bouchet lideró la Nouvelle Resistance (NR), una ramificación de Troisième Voie, considerado como "revolución nacionalista". A pesar de que en un principio Nouvelle Resistance se opuso al "conservacionismo nacional" del Frente Nacional de Jean-Marie Le Pen, cambió su estrategia y adoptó el eslogan "Menos Izquierdismo, más Fascismo!". Nouvelle Resistance fue también sucesora del movimiento neonazi europeo Jeune Europe de Jean-Francois Thiritiart en 1960, quien participó, en conjunto con el Movimiento por la Unión de Oswald Mosley, Otto Strasser y otros en el Partido Nacional Europeo la cual proponía una única nación europea.
El gobierno francés estimó que los grupos neonazis en Francia tienen 3500 miembros. En el 2011, se registraron 129 acciones violentas en Francia en contra de la población judía, con el 60.5 % de los casos ocurridos en la región Isla-de-Francia. La Comisión Consultativa de Derechos Humanos (CNCDH) afirma que 15 de los casos podrían estar relacionados con la ideología neonazi, principalmente con esvásticas, 36 personas fueron arrestadas, de las cuales 28 eran menores. De las 129 acciones violentas registradas, 50.4 % fueron por degradaciones, 44.2 % por asalto, violencia y agresión y el 5.4 % por incendio premeditado. Además, fueron registrados 260 amenazas: 53 % en la región de la Isla-de-Francia. Dentro de estas amenazas, 15 % estuvieron relacionadas con la ideología neonazi. 32 personas fueron arrestadas con relación a estas amenazas, nueve de ellas menores. Entre las amenazas se encuentran 44 % actos de habla, gestos amenazantes e insultos, 38 % grafitis, y 18 % panfletos y correos electrónicos.
En el 2013, un joven militante de izquierda fue atacado por tres militantes neonazis de ultraderecha en el centro de París causando su muerte cerebral. Las fuerzas políticas están pidiendo la prohibición de estos grupos neonazis en el país. Los atacantes fueron tres “skinheads”, Joven Nacionalismo Revolucionario.

### Hungría

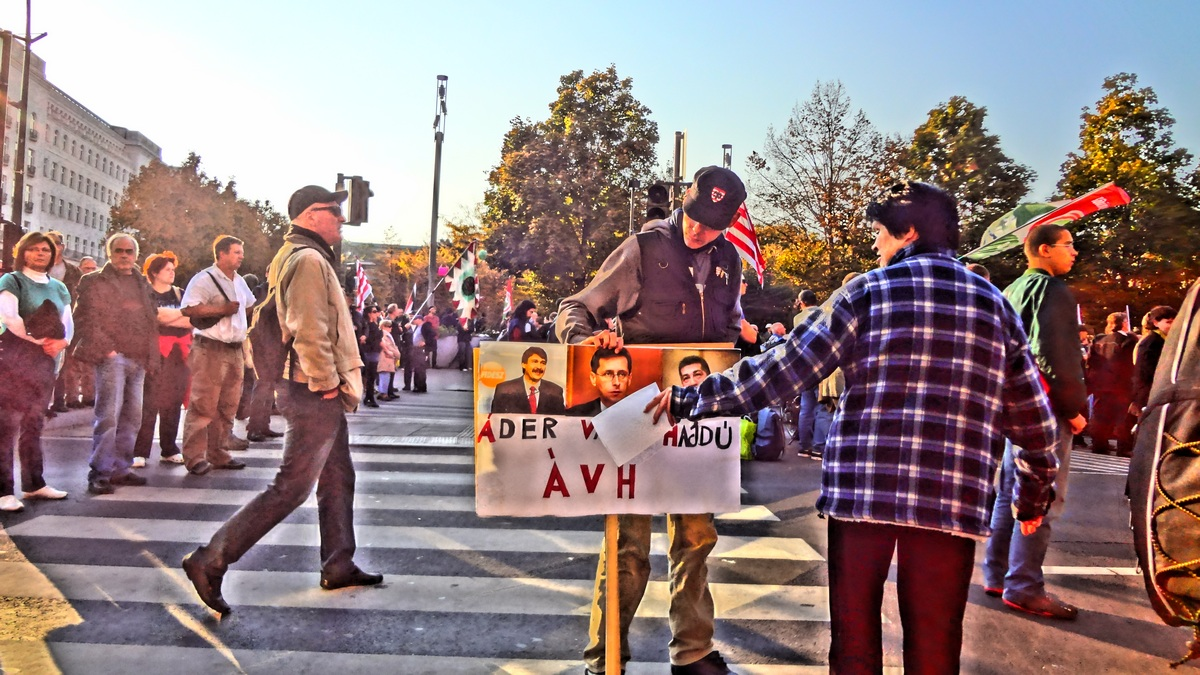
Manifestación de Jobbik en Budapest, octubre de 2012

En Hungría, el partido político histórico que se alió ideológicamente con el nacionalsocialismo alemán y se inspiró en él, fue el Partido de la Cruz Flechada de Ferenc Szálasi. Se refirieron a sí mismos explícitamente como nacionalsocialistas y dentro de la política húngara esta tendencia se conoce como hungarismo. Después de la Segunda Guerra Mundial, los exiliados como Árpád Henney mantuvieron viva la tradición húngara. Tras la caída de la República Popular Húngara en 1989, que era un estado marxista-leninista y miembro del Pacto de Varsovia, surgieron muchos partidos nuevos. Entre ellos se encontraba el Frente Nacional Húngaro de István Győrkös, que se consideraba heredero del nacionalsocialismo al estilo de la Cruz Flechada. En la década de 2000, el movimiento de Győrkös se acercó a una posición nacional comunista y neoeuroasiática, alineada con Aleksandr Dugin, en cooperación con el Partido Obrero Húngaro. Algunos húngaros se opusieron a esto y fundaron el Movimiento Pax Hungarica.
En la Hungría moderna, algunos eruditos consideran al partido ultranacionalista Jobbik como un partido neonazi; por ejemplo, Randolph L. Braham lo ha denominado como tal. El partido niega ser neonazi, aunque "hay pruebas extensivas de que los miembros principales del partido no hicieron ningún esfuerzo por ocultar su racismo y antisemitismo". Rudolf Paksa, un académico de la extrema derecha húngara, describe a Jobbik como "antisemita, racista, homofóbico y chovinista", pero no como neonazis porque no persigue el establecimiento de un régimen totalitario. El historiador Krisztián Ungváry escribe que "es seguro decir que ciertos mensajes de Jobbik pueden llamarse propaganda neonazi abierta. Sin embargo, es bastante cierto que la popularidad del partido no se debe a estas declaraciones". La filósofa y sobreviviente del Holocausto Ágnes Heller aseguró que el Jobbik nunca fue un partido neonazi, aunque sí lo describió como racista y ultraderechista. En cualquier caso, bajo la presidencia de Gábor Vona la dirigencia tomó ingentes esfuerzos por pasarlo de ser un partido ultranacionalista radical a ser un partido conservador mainstream que pudiera acercar a electores moderados, en especial ante la competencia frente al Fidesz que, al contrario, inició como un partido conservador de centroderecha y giró cada vez más a la derecha.
En las elecciones parlamentarias de 2010, Jobbik experimentó un ascenso impresionante, obteniendo un 16 % de los votos y convirtiéndose en la tercera fuerza política del país con 47 de los 386 asientos de la Asamblea Nacional de Hungría. En las elecciones parlamentarias de 2014 volvió a subir en su apoyo electoral, recibiendo esta vez un 20,5 % de los votos.
Otro partido neonazi y extremista es el Amanecer Húngaro fundado en el 2013, habiendo sido sus fundadores antiguos miembros de Jobbik, que abandonaron al mismo por no ser suficientemente extremista.

### Italia
Después de la caída del fascismo italiano con la República Social Italiana apoyada por Alemania hacia el final de la Segunda Guerra Mundial, aquellos elementos dentro de la sociedad italiana que permanecieron leales al legado de Benito Mussolini y el fascismo (especialmente los veteranos del Ejército Republicano Nacional), rechazando las alternativas tanto democristianas como comunistas prominentes en la política italiana principal, fundaron el Movimiento Social Italiano en 1946 bajo Giorgio Almirante. El MSI fue considerado como el sucesor del Partido Nacional Fascista. El lema del partido era "no repudiar, no restaurar", lo que indica un neofascismo democrático parlamentario más moderado, que no despreciaba el pasado reciente. La sociedad italiana no se sometió a un proceso tan extenso como la campaña de desnazificación de la posguerra en la Alemania ocupada, en parte debido a la Guerra Fría y a los aliados occidentales que no quieren que Italia se moviera hacia el Pacto de Varsovia (lo que no era imposible en ese momento).
El Movimiento Social Italiano tuvo una posición similar en la política italiana que el Partido Nacionaldemócrata de Alemania hizo en Alemania; Lo suficientemente cuidadoso para permanecer dentro de las leyes del nuevo estado democrático, pero aún claramente identificado con el legado del Eje. Durante la década de 1950, el MSI se acercó a la política conservadora burguesa en el frente interno, lo que llevó a los jóvenes radicales a fundar grupos disidentes de línea dura, como Ordine Nuovo de Pino Rauti y Avanguardia Nazionale de Stefano Delle Chiaie. Estas organizaciones fueron influenciadas por el esoterismo de Julius Evola y consideraron a la Waffen-SS y al líder rumano Corneliu Zelea Codreanu como una referencia, yendo más allá del fascismo italiano. Fueron implicados en ataques paramilitares desde finales de los años sesenta hasta principios de los ochenta, como el atentado de Piazza Fontana. Delle Chiaie incluso había asistido a Junio Valerio Borghese en un fallido intento de golpe de Estado de 1970 conocido como Golpe Borghese, que intentó restablecer un estado fascista en Italia.
A fines de los años 80 y principios de los 90, el Movimiento Social Italiano bajo el liderazgo de Gianfranco Fini se acercó a la política conservadora, adoptando una posición "posfascista". A esto se opuso el elemento fascista de Rauti que creó Fiamma Tricolore en 1995. El partido se disolvió bajo Fini en 1995, quien lo reemplazó con la Alianza Nacional. Este partido se alejó rápidamente de cualquier conexión con el pasado fascista, hacia la centro-derecha en coalición con Forza Italia de Silvio Berlusconi. Las dos partes se fusionaron en 2009 para convertirse en El Pueblo de la Libertad. Alessandra Mussolini, preocupada por la condena explícita de Fini a su abuelo, rompió con la AN para fundar Acción Social. Aparte de Fiamma Tricolore, los otros grupos neofascistas existentes en Italia son Forza Nuova, Fronte Nazionale, Movimiento Idea Social y el proyecto cultural CasaPound. En términos de tamaño actual, son en su mayoría testimoniales.

### Países Bajos
El Foro de Coordinación para Contrarrestar el Antisemitismo informa que se encontraron grafitis antisemitas en una escuela judía en Leek, Groningen, el 17 de mayo de 2011. El grafiti consistía en una esvástica y el texto "C18", o Combat 18, una organización neonazi activa en toda Europa. El número 18 se refiere a las iniciales de Adolf Hitler, siendo A y H la primera y la octava letras del alfabeto, respectivamente.

### Polonia
Según la Constitución polaca, es ilegal promover cualquier sistema totalitario como el nacionalsocialismo y el fascismo, así como incitar a la violencia y/o al odio racial. Esto se reforzó aún más en el Código Penal de Polonia, donde el descrédito de cualquier grupo o personas por motivos nacionales, religiosos, raciales o religiosos conlleva una sentencia de 3 años.
Aunque existen varias organizaciones pequeñas de extrema derecha y antisemitas, entre las que destacan Restauración Nacional Polaca y Campo Nacional Radical (que existen legalmente), con frecuencia se adhieren al nacionalismo polaco, y generalmente se consideran que el nacionalsocialismo está en contra de los principios ultranacionalistas. Así, aunque están clasificados como movimientos nacionalistas y fascistas, al mismo tiempo son considerados antinazis. Algunos de sus elementos pueden parecerse a los rasgos neonazis, pero estos grupos con frecuencia se disocian de los elementos nazis, afirmando que tales actos no son patrióticos y argumentan que el nazismo malversó o alteró ligeramente varios símbolos y características preexistentes, como distinguir el saludo romano del saludo nazi.
Los movimientos neonazis autodeclarados en Polonia tratan a menudo con desprecio la cultura y las tradiciones polacas, son anticristianos y traducen varios textos del alemán, lo que significa que se consideran movimientos que favorecen la germanización.
De acuerdo con varias investigaciones de reporteros, el gobierno polaco hace la vista gorda a estos grupos y son libres de difundir su ideología, frecuentemente descartando su existencia como teorías de conspiración, descartando actos provocativos políticos, considerándolos demasiado insignificantes para representar una amenaza o intentando justificar o disminuir la seriedad de sus acciones.

### Portugal
Después de la caída del autoritarismo en Portugal tras la Revolución de los Claveles de 1974, surgieron varios grupos salazaristas neofascistas, como el Nuevo Orden, que se creó en 1978. Un informe del Parlamento Europeo definió la ideología del Nuevo Orden como revolucionaria, fascista e hipernacionalista. El grupo también tenía conexiones con Fuerza Nueva en España. Nuevo Orden se disolvió en 1982, sin embargo, sus actividades continuaron hasta 1985.

### Reino Unido
El British National Party (BNP) es un partido nacionalista en el Reino Unido que defendió la ideología del fascismo y la antiinmigración. En las elecciones europeas de 2009, ganó dos miembros del Parlamento Europeo (eurodiputados), incluido el exlíder del partido Nick Griffin. Otras organizaciones británicas descritas como fascistas o neofascistas incluyen el Frente Nacional, Combat 18, la English Defence League y Britain First.
El Partido de la Independencia del Reino Unido (UKIP, por sus siglas en inglés) ha sido acusado por los opositores políticos de sostener elementos del fascismo. Sin embargo, UKIP ha negado esto, afirmando que sus políticas no son contra la inmigración sino que son a favor de una inmigración controlada, patriótica, no nacionalista, en apoyo de la democracia británica, y para todos los ciudadanos británicos sin importar el origen étnico o el país de nacimiento. Además, apoya un estado pequeño y una libertad económica, que normalmente no se encuentran dentro del fascismo. Un blog de la London School of Economics examinó tanto el UKIP como el BNP y, aunque encontró similitudes en el apoyo demográfico y algunas políticas, no logró establecer vínculos ideológicos fuertes entre ellos. Sin embargo, hizo una observación sobre un aumento coincidente en el soporte de UKIP y una disminución en el apoyo para el BNP, especulando una posible relación entre ellos. Algunas publicaciones de izquierda, críticas al UKIP, también niegan que sean fascistas.

### Rumania
En Rumania, el movimiento ultranacionalista que se alió con las potencias del Eje y el nacionalsocialismo alemán fue la Guardia de Hierro, también conocida como la Legión de San Miguel Arcángel. Hay algunas organizaciones políticas modernas que se consideran herederas del legionismo, entre ellas Noua Dreaptă y el Partido "Todo para el país", fundado por exmiembros de la Guardia de Hierro. La última organización fue ilegalizada en 2015. Otros grupos nacionalistas e irridentistas, como el Partido de la Gran Rumania, no se originan en el legionismo, pero de hecho surgieron de tendencias comunistas nacionales de la época de Nicolae Ceaușescu (el partido fue fundado por su "poeta de la corte" Corneliu Vadim Tudor).

### Rusia
La Unidad Nacional Rusa (RNE), fundada en 1990 y liderada por Alexander Barkashov, dice tener miembros en 250 ciudades. La RNE adoptó la esvástica como su símbolo, y considerándose como una vanguardia de una futura revolución nacionalista. Es muy criticada por las organizaciones de derechos humanos. El historiador Walter Laqueur describió a la RNE como lo más cercano al modelo nazi.
RNE hizo varias publicaciones, entre ellas, Russky Poryádok, quien dice tener una circulación de 150 000 ejemplares.
En 2007, las autoridades rusas arrestaron a un estudiante por publicar un video en internet en donde se ve a dos inmigrantes siendo decapitados en frente de una bandera roja y negra con la cruz esvástica. Un grupo neonazi llamado el Partido Nacionalsocialista Ruso se responsabilizó de los asesinatos.

### Serbia
Un ejemplo de neonazismo en Serbia es el grupo Nacionalni stroj. En 2006 se presentaron cargos contra 18 miembros principales. La otra organización fue Obraz, que fue prohibida el 12 de junio de 2012 por el Tribunal Constitucional de Serbia. Además de los partidos políticos, hay algunas organizaciones militantes neonazis en Serbia, como Blood & Honor Serbia y Combat 18.
Anteriormente, el 18 de junio de 1990, Vojislav Šešelj organizó el Movimiento Chetnik Serbio (SČP), aunque no estaba permitido el registro oficial debido a su evidente identificación con Chetnik. El 23 de febrero de 1991, se fusionó con el neofascista y nacionalista serbio Partido Radical Nacional, estableciendo el Partido Radical Serbio con Šešelj como presidente y Tomislav Nikolić como vicepresidente.

### Suiza
La escena de skinheads neonazis en Suiza ha experimentado un crecimiento significativo en los años 90 y 2000, se refleja en la fundación del Parti National Orientierter Schweizer o Partido Nacionalista Suizo en 2000, que resultó en una estructura organizativa mejorada de la escena neonazi y supremacista blanca.

### Turquía
Un grupo neonazi existió en 1969 en Esmirna, cuando un grupo de exmiembros del Partido Republicano de la Nación Campesina (partido precursor del Partido de Acción Nacionalista) fundó la asociación "Nasyonal Aktivite ve Zinde İnkişaf" (Actividad nacional y desarrollo vigoroso). El club mantuvo dos unidades de combate. Los miembros vestían uniformes de las SA y usaban el saludo de Hitler. Uno de los líderes (Gündüz Kapancıoğlu) fue readmitido en el Partido de Acción Nacionalista en 1975.
Hoy, aparte de los neofascistas Lobos grises y el ultranacionalista turco Partido de Acción Nacionalista, existen algunas organizaciones neonazis en Turquía, como el Partido Nazi Turco o el Partido Nacionalsocialista de Turquía, que se basan principalmente en Internet.

### Ucrania

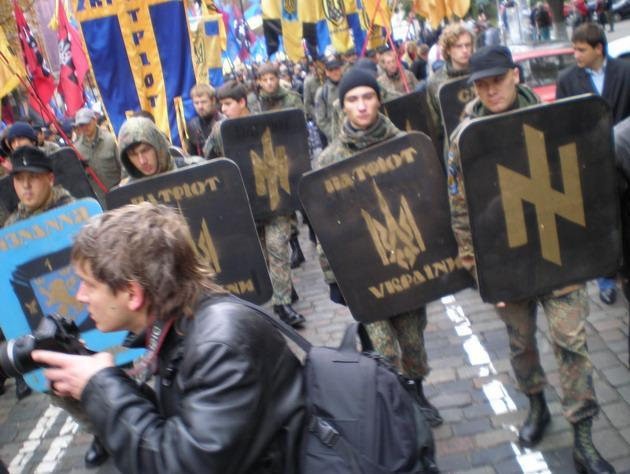
Manifestantes ucranianos con símbolos nazis.

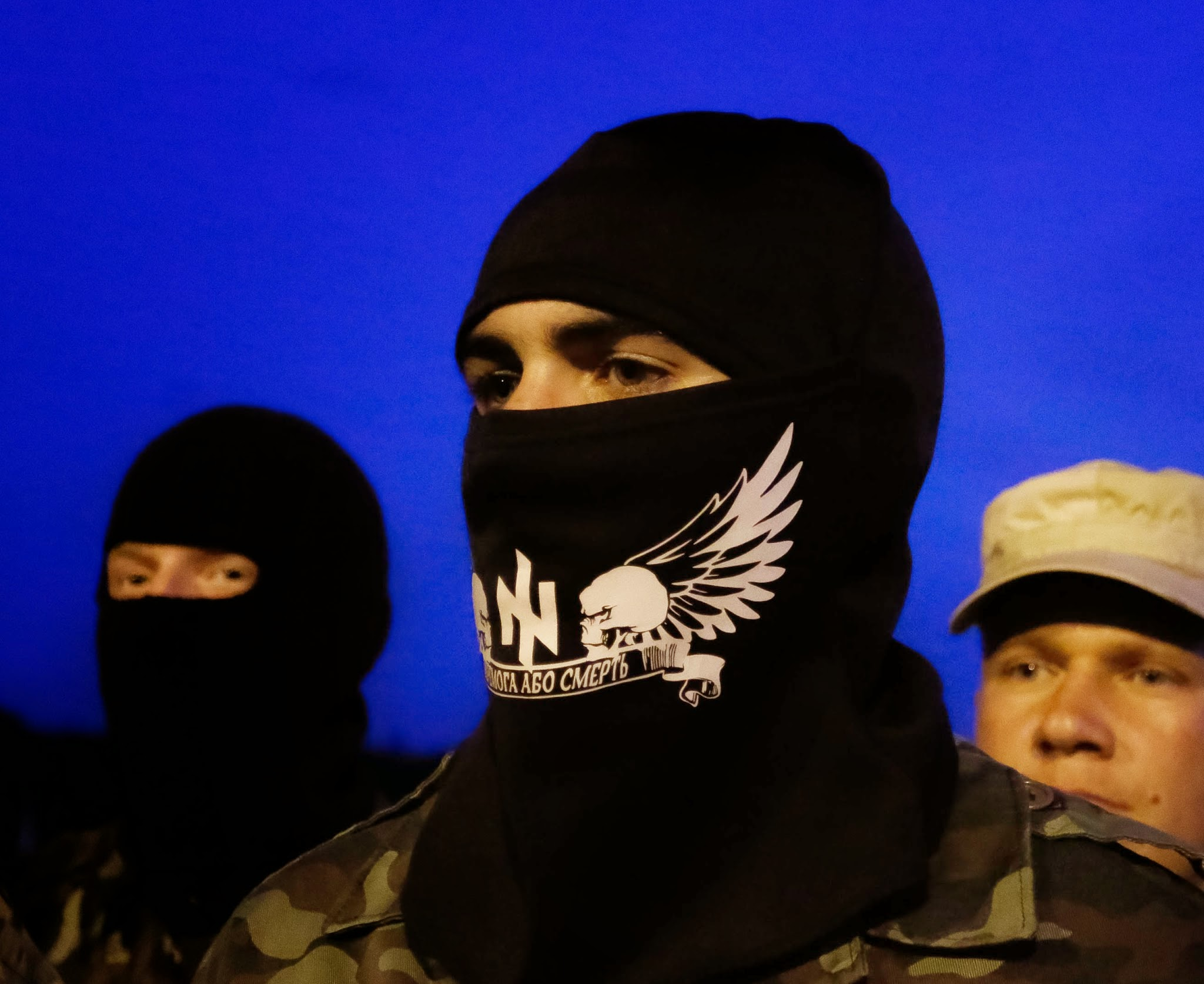
Voluntario paramilitar con una bandera nazi.

En 1991, Svoboda fue fundada como el Partido Social-Nacional de Ucrania. El partido combinó el nacionalismo radical y las características neonazis. Fue rebautizado y renombrado 13 años más tarde como Svoboda en 2004 bajo Oleh Tiahnibok. En 2016, The Nation informó que "en las elecciones municipales ucranianas celebradas [en octubre de 2015], el partido neonazi Svoboda ganó el 10 por ciento de los votos en Kiev y se ubicó en segundo lugar en Leópolis. El candidato del partido Svoboda ganó la elección de alcalde en el ciudad de Konotop". El alcalde del partido Svoboda en Konotop tiene el número 14/88 grabado en su automóvil y se ha negado a exhibir la bandera oficial de la ciudad porque contiene una estrella de David, e insinúa que los judíos estuvieron detrás del Holodomor.
El tema del nacionalismo ucraniano y su supuesta relación con el neonazismo surgió en las polémicas sobre los elementos más radicales involucrados en las protestas del Euromaidán y la subsiguiente crisis ucraniana a partir de 2013. Medios de comunicación rusos, latinoamericanos, estadounidenses e israelíes han calificado a los nacionalistas ucranianos en el conflicto como neonazis.  Las principales organizaciones señaladas como ultraderechistas son Sector Derecho, Svoboda y el Batallón Azov.
Después de la destitución de Yanokovych en febrero de 2014, el gobierno interino de Yatsenyuk colocó a cuatro miembros de Svoboda en posiciones importantes: Oleksandr Sych como vice primer ministro de Ucrania, Ihor Tenyukh como ministro de Defensa, el abogado Ihor Shvaika como ministro de Política Agraria y Alimentos y Andriy Mokhnyk como ministro de Ecología y Recursos Naturales de Ucrania. Desde el 14 de abril de 2016, el presidente del Parlamento ucraniano ha sido Andriy Parubiy, el cofundador del Partido Socialista Nacional neonazi de Ucrania.
En junio de 2015, dos representantes estadounidenses, el demócrata John Conyers y su colega republicano Ted Yoho, ofrecieron enmiendas bipartidistas para bloquear el entrenamiento militar estadounidense del Batallón Azov de Ucrania, llamándolo "milicia paramilitar neonazi". Andriy Biletsky, jefe de los grupos políticos ultranacionalistas y neonazis Asamblea Nacional Social y Patriotas de Ucrania ha sido comandante del Batallón de Azov. Algunos miembros del batallón son abiertamente supremacistas blancos.
El grupo de nacionalistas radicales С14, cuyos miembros expresaron abiertamente los puntos de vista neonazis, ganó notoriedad en 2018 por estar involucrado en ataques violentos en los campos de romaníes.

## América
En América, los movimientos neonazis se encuentran presentes en casi todos los países en los que existe al menos una minoría considerada blanca, como pueden ser naciones donde predomina población de origen europeo, como también donde hay un predominio mestizo, e incluso en países donde los indígenas constituyen la mayoría de la población. Sin embargo, la membresía de estos grupos es muy minoritaria y variable, sin que sus números coincidan con la proporción de población blanca. En un país de predominio mestizo, por ejemplo, la afiliación o las actividades públicas de estos grupos pueden ser mayores incluso que las de aquellos grupos de un país de predominio blanco.

### Argentina

Bandera del Partido Nuevo Triunfo

En Argentina el movimiento más importante fue el Partido Nuevo Triunfo, presidido por Alejandro Biondini. Se vio obligado por la justicia a abandonar el uso de la cruz esvástica como símbolo y posteriormente le fue negado el estatus de partido debido a su ideología neonazi. Sin embargo han presentado diputados a elecciones legislativas de Buenos Aires, acordando con otro partido. Biondini sigue siendo uno de los más conspicuos cabecillas del movimiento neonazi en Argentina, presentándose —luego de la disolución de Nuevo Triunfo— durante años como el líder del partido Bandera Vecinal, y actualmente como el líder del Frente Patriota Federal.
Históricamente Argentina tuvo varias partidos o organizaciones nazis principalmente entre fines de los 50 y principio de los 70, muchas de ellas con nazis que escaparon de Europa hacia Sudamérica.[cita requerida] La más conocida y grande fue el Movimiento Nacionalista Tacuara. Otras agrupaciones destacadas, actualmente disueltas, fueron el Partido del Nuevo Orden Social Patriótico, Alianza Libertadora Nacionalista, Unión de Estudiantes Nacionalistas Secundarios, Milicia Nacional Justicialista, Movimiento Socialista Nacional Argentino y el Frente Nacional Socialista Argentino.

Bandera del Frente Nacional Socialista Argentino

El 12 de noviembre de 2013, un grupo católico ultraconservador irrumpió y se manifestó con agresividad en contra de la comunidad judía durante la rememoración de la Noche de los Cristales Rotos en la Catedral de Buenos Aires. En 2015, en la ciudad costera de Mar del Plata dos jóvenes de la comunidad homosexual sufrieron heridas de gravedad al ser golpeados con palos por un grupo de personas que llevaban símbolos nazis. Dichos grupos neonazis estarían vinculados a Carlos Pampillón, actualmente miembro del Foro Nacional Patriótico. 
En abril de 2023 una organización cívico-militar descripta neonazi, llamada Comando Águilas Negras, se presentó en un acto de conmemoración, simulando ser veteranos de Malvinas. Es comandada por el excarapintada Carlos Chrystiuk.

### Brasil
Bandas neonazis brasileñas han aparecido en los años 90 en el sur y sureste de Brasil, zonas con mayoría de gente considerada blanca, cuyos actos adquirieron cobertura en los medios de comunicación en 2000.
Algunos de los miembros de dichos grupos fueron asociados con la violencia en el fútbol.
Tomaban como objetivos de su accionar violento a inmigrantes africanos, sudamericanos, asiáticos, judíos, afrobrasileños, inmigrantes internos de la zona norte de Brasil (mayoritariamente de piel oscura), indigentes, prostitutas, adictos a drogas, feministas, homosexuales, bisexuales y travestis.
Esto incentivó las leyes antidiscriminatorias en Brasil y en los temas de orientaciones sexuales.
En un trabajo de investigación fue concretado el número de usuarios de Internet que descargan archivos desde sitios web, considerando como neonazis simpatizantes a quienes han hecho más de 100 descargas. Según este criterio, los datos de 2013 muestran que hay aproximadamente 105 mil neonazis en el Sur de Brasil.

### Canadá

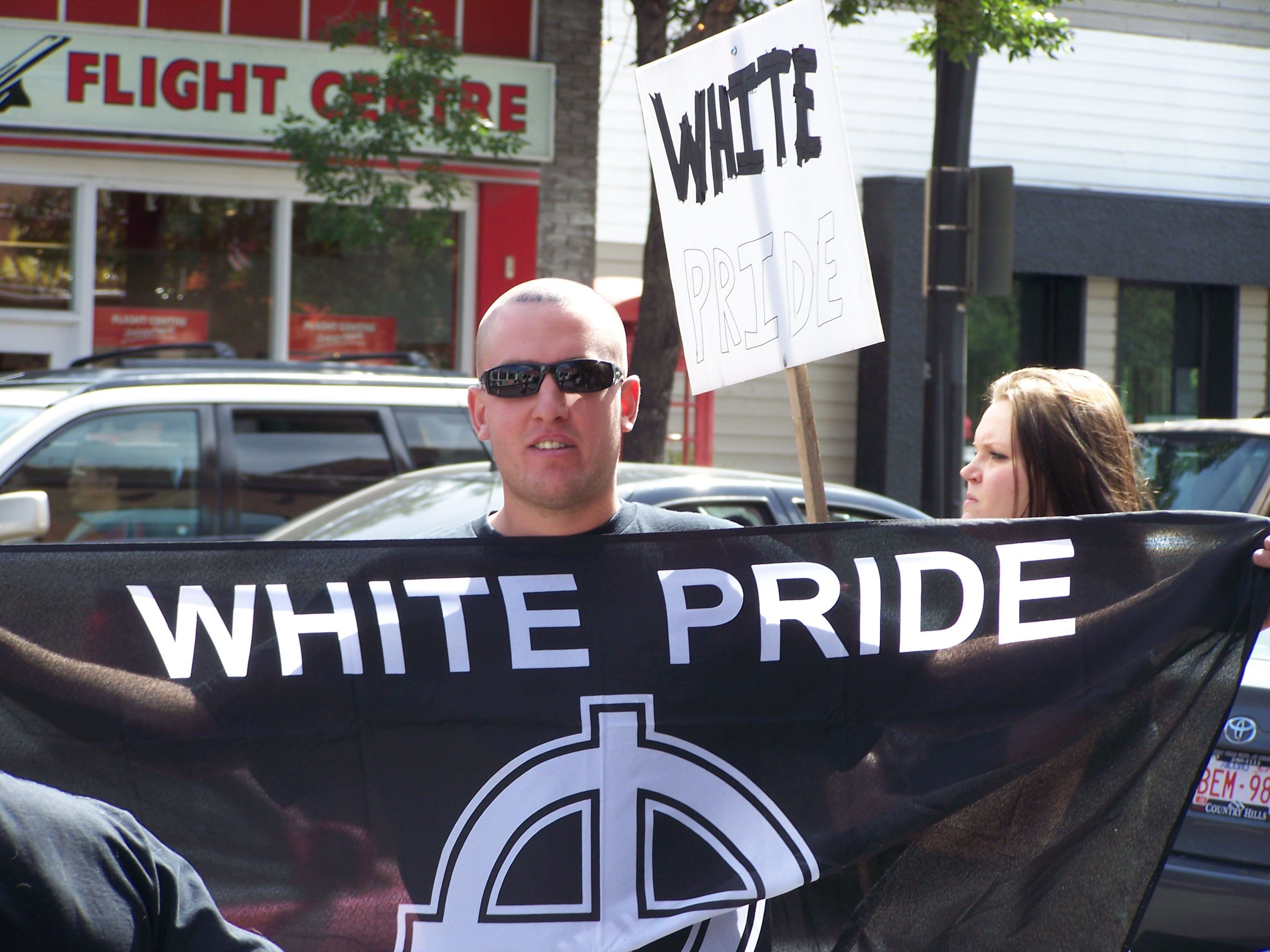
Miembros del grupo neonazi Aryan Guard en Calgary, Alberta, Canadá.

El neonazismo en Canadá se reanudó en 1989 con la formación de la organización Heritage Front y la expansión de la popularidad de la música skinhead. Muchas de las organizaciones fueron disueltas en los últimos años. En abril de 2012 varias casas de veraneo de judíos en Val Morin fueron allanadas y pintadas con esvásticas.
Las tres mayores organizaciones en Canadá incluyen: El Partido Nacionalista de Canadá establecido en 1977 por Don Andrews. El partido tiene como objetivo mantener el patrimonio europeo en Canadá, pero es más conocido por su antisemitismo. Muchos líderes neonazis influyentes como Wolfgang Droege eran miembros del partido pero después de la formación del Heritage Front en 1989, la mayoría de los radicales abandonaron el partido para incorporarse al nuevo.
El Heritage Front, fue una organización neonazi creada por Wolfgang Droege en 1989 en Toronto. Los líderes tenían como propósito unificar y fortalecer todos los grupos de supremacistas blancos a un solo grupo con objetivos en común. La Iglesia del Creador (the Church of the Creator), es una religión establecida por Ben Klassen en 1973. La iglesia enseña que la raza aria es la elegida y llama a Rahowa (Guerra racial santa) en contra de los judíos y otros grupos. A pesar de ser considerada una religión, funciona como una organización política y promociona y organiza actividades neonazis y cabezas rapadas.

### Chile

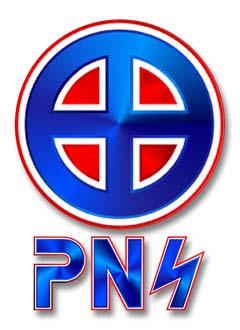
Logotipo de Patria Nueva Sociedad.

Desde los primeros años de la aparición del nacionalsocialismo en Alemania se fundaron diversos colectivos, principalmente entre la comunidad de ascendencia alemana. El Movimiento Nacional-Socialista de Chile (MNSCH) fue el primer partido nacional-socialista creado fuera del área germánica europea. Este movimiento cautivó a gran parte de los grupos nacionalistas de la época, dejando de ser una agrupación con carácter de reafirmación colonial para ser un movimiento de carácter nacional, en donde participaron ciudadanos de diversa ascendencia, entre los que destacó el chileno descendiente de alemanes Jorge González von Marées, dirigente del MSNCH.
Una organización destacable de los años 40 es el Movimiento Nacionalista de Chile, liderado por Guillermo Izquierdo, el cual según informes de Carabineros de Chile era un instrumento del Tercer Reich alemán.
A principios de los años 60 fue fundado el Partido Nacional Socialista Obrero por el chileno Franz Pfeiffer Richter. Heredero de toda esa corriente política y de la mística del nacional-socialismo destaca el escritor Miguel Serrano, una de las figuras más representativas del denominado ocultismo nazi.
Durante los últimos años han aparecido diversas agrupaciones enmarcadas dentro del nacional-socialismo histórico, tal como el partido Patria Nueva Sociedad, fundado por Alexis López Tapia. También destacan una gran cantidad de agrupaciones formadas por skinheads neonazis, principalmente en las ciudades de Valparaíso, Santiago y las del sur del país, siendo Osorno y Temuco una de las principales, protagonizando de acciones de violencia contra grupos de personas consideradas desde su punto de vista como «factores indeseables para la sociedad» (inmigrantes, transexuales, homosexuales, punkies, drogadictos, delincuentes, góticos, gitanos, anarquistas, hippies, travestis, prostitutas, comunistas, pandilleros, revolucionarios, antinazis, simpatizantes de la izquierda o ladrones del estado).
Fundamentan sus actos de violencia y segregación con la defensa de los valores patrióticos y cristianos, los cuales afirman que se han visto amenazados por la globalización y el pluralismo sexual. En los últimos años ha sucedido el asesinato de dos jóvenes punks a manos de grupos que se autodenominaban como nazi-skinheads, la intimidación a algunos escolares en toma durante la movilización estudiantil de 2006 en Chile, el ataque a inmigrantes y la violenta acción ocurrida a principios de marzo de 2012 contra el joven homosexual Daniel Zamudio. Ante esta situación, Carabineros de Chile ha creado un organismo de inteligencia para analizar la situación y desarticular estas organizaciones ilícitas. Según el sociólogo Humberto Lagos y lo partidos de la Concertación de Partidos por la Democracia,en el año 2006 operaban en Chile cerca de 350 agrupaciones de carácter neonazi.
A principios del siglo XXI surgieron varios movimientos y colectivos neonazis como Frente Orden Nacional, Vanguardia SS, Movimiento Nacional Socialista de los Trabajadores Chilenos, y el más grande de todos perdurando hasta el presente, el Movimiento Social Patriota.

### Costa Rica
Han surgido varias organizaciones marginales neonazis en Costa Rica, algunas con presencia en Internet desde el 2003. Todas estas organizaciones muestran posiciones racistas, homofóbicas, antisemitas, antimasónicas, anticomunistas y, especialmente, antiinmigrantes en particular con respecto a nicaragüenses, dominicanos, venezolanos, libaneses y de otras nacionalidades.
En el mes de abril de 2012 se descubrió mediante Facebook que un oficial de policía joven era adherente del nazismo y miembro de un grupo neonazi. Esto a su vez sacó a la luz pública que había varios adherentes de las fuerzas policiales o Fuerza Pública costarricense. El oficial en cuestión fue destituido y se suicidó en 2016.  Las autoridades investigaron la pertenencia de policías costarricenses a la extrema derecha.
En 2015 el Centro Simon Wiesenthal solicitó al gobierno de Costa Rica el cierre de una tienda en San José que vende parafernalia nazi, libros negacionistas del Holocausto y otros productos asociados con el nazismo.
En 2018 una manifestación anti-migración a la que asistieron personas identificadas con esvásticas y otros símbolos terminó en disturbios violentos con 44 arrestados y armas de confección casera decomisadas.

### México
Los grupos neonazis han crecido en México desde los inicios del siglo XXI en foros de internet. Sobre todo en caso de los skinheads, se suele dividir en dos: la población caucásica de ascendencia europea y los mestizos, estos últimos llamados de manera peyorativa «morenazis».
El Frente Nacionalista de México, organización neofascista fundada en 2006, ha sido uno de los grupos que han hecho auge del neonazismo en aquel país. Esta organización aboga por la oposición de la globalización, la doctrina de la mexicanidad y el nacionalismo vasconcelista e iturbidista.
En años recientes, se han dado casos de bandas de rock filonazis dando conciertos clandestinos en las grandes urbes, muchos de los cuales mostraban sin reparo alguno símbolos asociados como la esvástica o el culto a la personalidad de Adolf Hitler. De acuerdo con la enciclopedia de metal en línea Metal-Archives, existen 28 bandas de black metal neonazis de origen mexicano, de las cuales 21 están activas.

### Perú

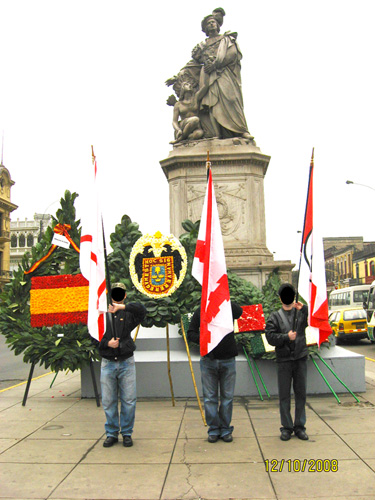
Miembros con la cara en oscuro del Movimiento Nacional Socialista Despierta Perú.

En Perú en 2010, un partido nazista antichileno fue aprobado por el Jurado Nacional del Elecciones (JNE) para inscripción en planillas electorales.
En este país, el ultranacionalismo se halla dividido, por un lado, se hallan los hispanistas, de los que podría decirse que son plenamente fascistas, con rechazo a ciertos grupos extranjeros (en especial chilenos) y marcado anticomunismo.
Por el otro están los que buscan la revindicación de la identidad indígena, adoptando ciertos rasgos fascistas, como el irredentismo, pero sin promover el odio hacia la izquierda, o la discriminación por motivos raciales .

### Uruguay
En 1998 un grupo de personas pertenecientes al llamado Movimiento Joseph Goebbels intentó incendiar una sinagoga ubicada en el barrio de Pocitos. Los Euroamerikaners revelaron que mantienen contactos con un grupo llamado Poder Blanco, también uruguayo, así como con grupos neonazis de Argentina y de varios países europeos. A través de Internet han recibido la solidaridad expresa del grupo profascista Patria Libre, con sede en España. También aseguraron que en la ciudad de Canelones, a cincuenta kilómetros de Montevideo, existe en forma clandestina una "Iglesia Aria", conformada por cristianos radicales racistas y que en ella se practican rituales tomados del Ku Klux Klan. Estos grupos declaran con energía la tolerancia cero para con las parejas interraciales u homosexuales. Uno de los militantes durante una entrevista mencionó que: "[...]si vemos a un negro con una blanca, ahí sí que los reventamos...".

### Estados Unidos

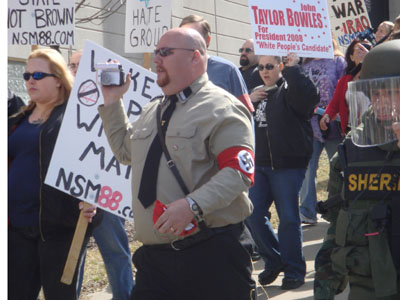
Desfile del NSM en Columbia (Misuri) marzo de 2007

Existen un gran número de neonazis en Estados Unidos. Hasta 2014 existían 142 grupos  neonazis de acuerdo con el informe que realiza cada año la organización Southern Poverty Law Center (SPLC).
El Partido Nazi Estadounidense fue fundado por Comandante de la Marina de Estados Unidos dado de baja George Lincoln Rockwell, con el objetivo de revivir el nacionalsocialismo en Estados Unidos. El partido estaba basado en los ideales y las políticas de Adolf Hitler y el negacionismo del Holocausto.
El Movimiento Nacionalsocialista (NMS) consta de 400 miembros en 32 estados y es actualmente la organización neonazi más grande en Estados Unidos.
La Primera Enmienda de la Constitución de los Estados Unidos garantiza la libertad de expresión, por lo que permite a las organizaciones políticas expresar sus ideologías nazis y antisemitas.
Una de las primeras marcas históricas fue la del Partido Nacional Socialista de América vs. Comunidad de Skokie. Un grupo de neonazis amenazaron con manifestar en un suburbio predominantemente judío de Chicago reclamando la falta de libertad de expresión por no poder mostrar símbolos nazis. La marcha nunca se llevó a cabo en Skokie, pero el fallo de la corte permitió a los neonazis organizar una serie de manifestaciones en el área de Chicago.

## Oceanía

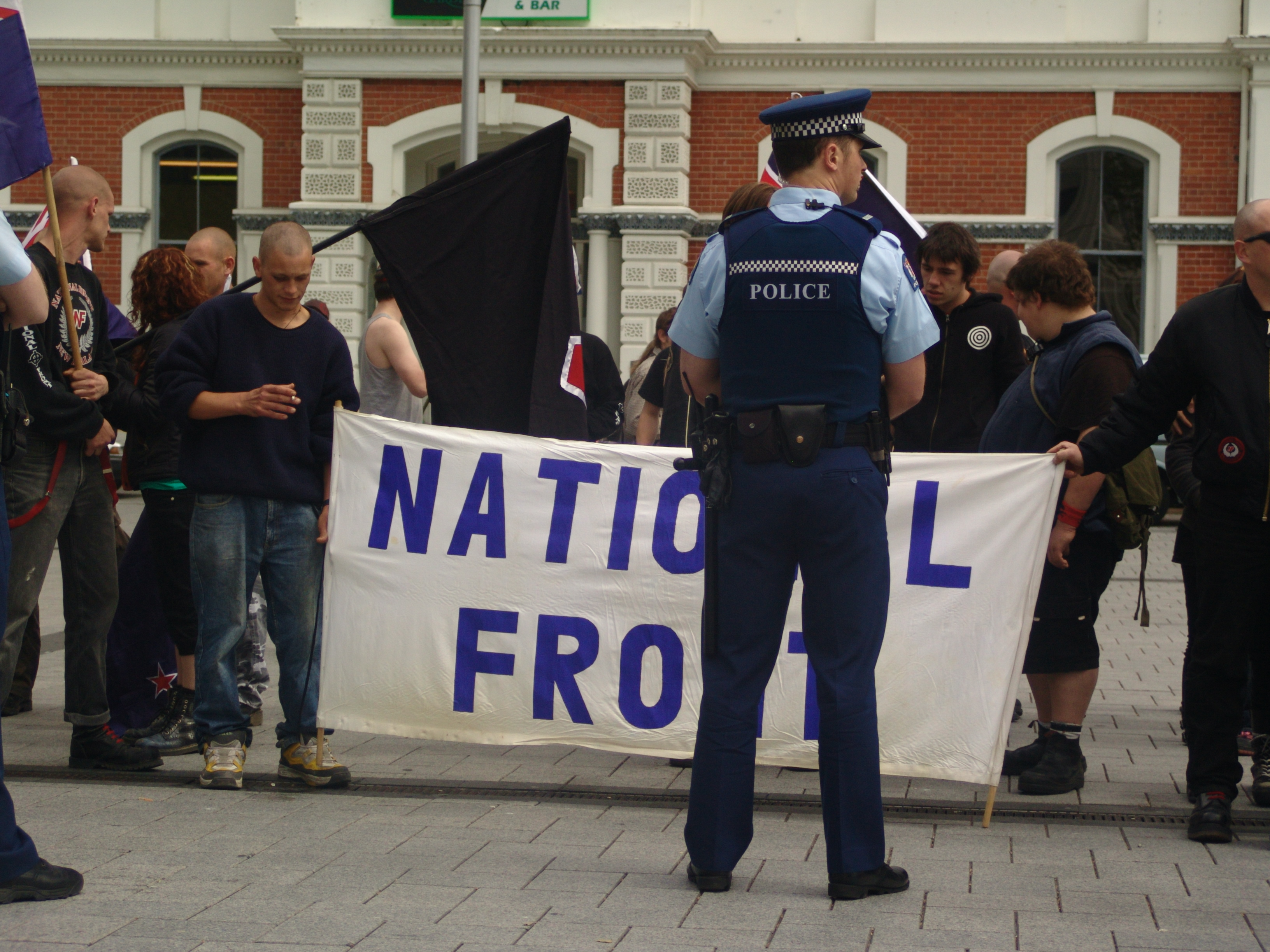
Protesta del Frente Nacional Neozelandés.

### Australia
Hubo una serie de grupos neonazis australianos ahora disueltos, como el Partido Nacionalsocialista Australiano (ANSP), que se formó en 1962 y se fusionó en el Partido Nacionalsocialista de Australia (1968-1970), originalmente un grupo escindido, en 1968, y el Movimiento Nacionalista Australiano del supremacista blanco Jack van Tongeren, enviado a prisión por 13 años por incendiar un comercio perteneciente a asiáticos (luego se descubrió que van Tongeren era hijo de padre javanés, por tanto, de ascendencia asiática).
Las organizaciones del siglo XXI incluyen la Resistencia Antípoda, capítulos locales de la Nación Aria, y Blood & Honour así como personas prominentes como Blair Cottrell. Los grupos neonazis australianos por lo general se enfocan en hostilizar la inmigración asiática.

### Nueva Zelanda
En Nueva Zelanda, las organizaciones neonazis históricas incluyen la Unidad 88 y el Partido Nacionalsocialista de Nueva Zelanda. Las organizaciones activas actuales incluyen el capítulo local de los Hammerskins,. mientras que las organizaciones nacionalistas blancas, como el Frente Nacional de Nueva Zelanda, se han enfrentado a acusaciones de neonazismo.

## Neonazismo y terrorismo

### Estados Unidos
En octubre de 2018, el neonazi Robert Bowers, entró en una sinagoga y mató a 11 judíos al grito de <<Todos los judíos deben morir>> en Pittsburgh.
En febrero de 2023, fueron arrestados dos neonazis que pretendían <<destruir por completo>> Baltimore.
En mayo de 2023, un neonazi cometió un tiroteo en Texas en el que fallecieron ocho personas e hirió a otras siete.

### Nueva Zelanda
Brenton Harrison Tarrant, autor de los Atentados de Christchurch de 2019 en la mezquita Al Noor y en el Centro Islámico de Linwood en Christchurch, Nueva Zelanda, fue un fascista admitido que siguió el eco-fascismo y admiró a Oswald Mosley, el líder de la organización fascista británica Unión Británica de Fascistas, que también se cita en el manifiesto del tirador El gran reemplazo (llamado así por la teoría francesa de extrema derecha del mismo nombre).